# Werner Bittner
Werner „Mack“ Bittner (* 20. Oktober 1938 in Meißen) ist ein ehemaliger deutscher Bergsteiger.

## Karriere
Bittner wuchs mit fünf Geschwistern auf und absolvierte eine Lehre zum Maschinenbauschlosser. 1957 begann er mit dem Bergsteigen, nachdem er bereits in seiner Lehrzeit mit dem Bergsteiger Rainer Kauschke erste Kletterausflüge um Meißen unternommen hatte. Zudem kletterte er auch im Elbsandsteingebirge. Auf der Stuiben lernte er den Bergsteiger Peter Siegert kennen. Von da an kletterten Bittner, Kauschke und Siegert oftmals als Dreierseilschaft.
Bittner zog mehrmals um und wohnte unter anderem in Stuttgart und München. Dabei ging er verschiedenen Tätigkeiten nach und arbeitete im Gerüste- und Maschinenbau, als Kameramann und Assistent sowie Blitzschutzmonteur. Mit letzterer Tätigkeit machte er sich 1970 selbstständig.
Vom 13. bis 17. Februar 1961 gelang ihm die erste Winterbegehung der Großen Zinne-Nordwand (Route „Hasse-Brandler“) mit Peter Siegert, Rainer Kauschke und Rolf Jäger. Vom 3. bis 5. Februar 1962 schaffte er mit seinen sächsischen Kameraden auch die erste Winterbegehung der Matterhorn-Nordwand (Route „Schmid“), die zugleich die 25. Begehung insgesamt war. Dabei verlor Bittner sämtliche Zehen durch Erfrierung.
Vom 1. bis zum 3. September 1964 durchstieg er mit Daisy Voog die Eiger-Nordwand (Route „Heckmair“, 51. Begehung insgesamt).
Bittner lebt in Gohrisch.

## Weitere Touren
- 1960: Punta Penia-Südwestwand (Route „Solda-Conforto“)
- 1961: Westliche Zinne-Nordwand (Routen „Cassin“ und „Schweizer-Führe“)
- 1961: 3. Begehung des Totenkirchl-Westwandpfeilers
- 1962: 1. Winterbegehung der Rotwand-Westwand (Route „Maestri-Baldessari“)
- 1964: 11. Begehung der Oberreintaldom-Nordwestwand (Route „PS-Verschneidung“)
- 1964: Rotwand-Südwestwand (Route „Hermann-Buhl-Gedächtnisweg“)
- 1969: Courtes-Nordwand
- 1969: Grandes Jorasses-Nordwand (Route „Walkerpfeiler“)
- 1969: 1. Winterbegehung des Schmuck-Kamins der Fleischbank-Ostwand
- 1970: 4. Begehung der Oberreintaldom-Nordwand (Route „Er-Si-Pu“)
- 1970: 9. Begehung der Droites-Nordwand
- 1971: 1. Begehung der Totenkirchl-Ostwand (Route „Bittner-Werner“)
- 1971: 2. Begehung der Piz Ciavazes-Südwand (Route „Via Albina“)
- 1971: Droites-Nordwand (Route „Axt-Gross-Führe“)
- 1972: Droites-Nordwand (Nordostpfeiler)
- 1972: Mont Blanc-Zentraler Frêneypfeiler
- 1979: Blaitière-Westwand (Route „Brownriss“)